# فورموس مندي
فورموس مندي (مواليد 2 يناير 2001) هو لاعب كرة قدم سنغالي يلعب في مركز المدافع في نادي أميان.

## وصلات خارجية
- فورموس مندي على موقع قاعدة بيانات كرة القدم.إي يو (الإنجليزية)
- فورموس مندي على موقع ليكيب (الفرنسية)
- فورموس مندي على موقع ناشيونال فوتبول تيمز (الإنجليزية)
- فورموس مندي على موقع Soccerway.com (الإنجليزية)
- فورموس مندي على موقع عالم كرة القدم.نت (الإنجليزية)